# Bryggen
Bryggen (en noruec 'moll, embarcador') és un barri històric situat al nord-oest de la ciutat de Bergen, Noruega, situat en un moll a la costa oriental del fiord on s'assenta la ciutat. Fins a la Segona Guerra Mundial, el nom del barri era Tyskebryggen (embarcador alemany). Està inscrita a la llista del Patrimoni de la Humanitat de la UNESCO des del 1979.

## Història
Bryggen era el barri dels comerciants de la lliga Hanseàtica, establerts aquí el 1360. Al llarg de la història, Bryggen, amb els seus edificis de fusta, ha sofert diversos incendis; avui en dia, la quarta part dels edificis daten de després de l'incendi de 1702; la resta són més recents. Es conserven alguns soterranis de pedra que daten del segle xv. Després de l'incendi de 1955, en la zona afectada es va construir un museu i diverses cases de fusta a l'estil antic; també s'edificà un hotel de totxo molt que ha comportat molta controvèrsia.